# Melicope pubifolia
Melicope pubifolia är en vinruteväxtart som beskrevs av Merrill & Perry. Melicope pubifolia ingår i släktet Melicope och familjen vinruteväxter. Inga underarter finns listade i Catalogue of Life.